# NGC 6052-1
NGC 6052-1 (ook: NGC 6064-1) is een spiraalvormig sterrenstelsel in het sterrenbeeld Hercules. Het sterrenstelsel ligt ongeveer 230 miljoen lichtjaar van de Aarde verwijderd en werd op 2 juli 1864 ontdekt door de Duitse astronoom Albert Marth.

## Synoniemen
- IRAS 16030+2040
- UGC 10182
- KUG 1603+206
- MCG 4-38-22
- ZWG 137.32
- MK 297
- VV 86
- Arp 209
- PGC 57039